# Атанас Кременлиев
Атанас Георгиев Кременлиев е български писател. Завършва Софийския университет. Работи в системата на туризма и в българското разузнаване.

### Автор
- „Прозрения за село Кашина“
- „Кременлиевия род“
- „Из лабиринтите на българското разузнаване“[2]
- „Таско войвода“
- „Мелник. Обагрена с вино легенда“[3]
- „Из лабиринтите на българското разузнаване“, София: Труд, 2021

### Съавтор
- „Сергей Антонов. Страдалецът от Рим“
- „Владо Тодоров. Генералът разузнавач“